# Palace Amusements
Palace Amusements est un ancien parc d'attractions couvert situé à Asbury Park, dans le New Jersey aux États-Unis.

## Histoire
À partir du 20 février 1888, Ernest S. Schnitzler annonce dans le répertoire de la ville l'ouverture prochaine de Palace Amusements. Il le décrit comme un lieu d'« amusement raffiné pour femmes, hommes et enfants » (refined amusement for Ladies, Gents, and Children. Polite Attendants. First-Class Soda for sale in the Building.). Le Palace Amusements ouvre officiellement ses portes le 4 juillet 1888.
L'endroit était connu pour avoir un des plus grands carrousels sculptés à la main des États-Unis. Sur trois rangées, le manège comportait 70 sujets représentant des animaux minces et stylisés. La plupart ont été sculptés par Charles I. D. Looff, mais sous la pression d'une date limite de livraison, quelques-uns ont été achetés au maître sculpteur Gustav Dentzel de Philadelphie.
En 1895, Schnitzler travaille avec la Phoenix Iron et Bridge Company de Phoenixville, PA., pour construire une grande roue de plus de 20 mètres de haut (67 pieds). Cette roue avait à l'origine la particularité d'avoir à son sommet une plate-forme d'observation donnant une vue sur Asbury Park, Ocean Grove, l'océan Atlantique et la région. Au fil des ans, des modifications ont été effectuées. Au milieu des années 1920, la plate-forme d'observation a été supprimée en raison de problèmes d'assurance, et le nombre de cabines fut réduit de 20 à 18.
En 1903 le bâtiment est agrandi pour accueillir le Crystal Maze, un palais des glaces longeant la Carousel House.
Quand August M. Williams achète le parc à Ernest Schnitzler au milieu des années 1920, il désire l'agrandir mais est coincé par les bâtiments commerciaux qui l'entourent. La Grande Dépression commence et Williams réussit à faire perdurer le parc dans cette période morose. Il sera épaulé par « Nick » Nichols et un menuisier polonais connu uniquement sous le nom de « Mr. D ».
La première innovation faite par Nichols et « Mr. D » sera la construction d'un Palais du rire longeant le mur nord du pavillon victorien d'Ernest Schnitzler.
Nichols a également été un acteur majeur dans le développement du premier parcours scénique du parc. L'attraction connue sous le nom Ghost Town était une série de rencontres fantasmagoriques et des personnalités créées par Nichols. Une de ces figures créée par Nichols était un personnage en papier mâché représentant un barker ou aboyeur de fête foraine inspiré par un politicien local.
En 1955 et 1956, la surface du parc augmente considérablement avec l'extension du bâtiment sur Lake Avenue et Kingsley Street.
Palace Amusements a fermé ses portes pour la dernière fois à 18 h, le dimanche 27 novembre 1988.

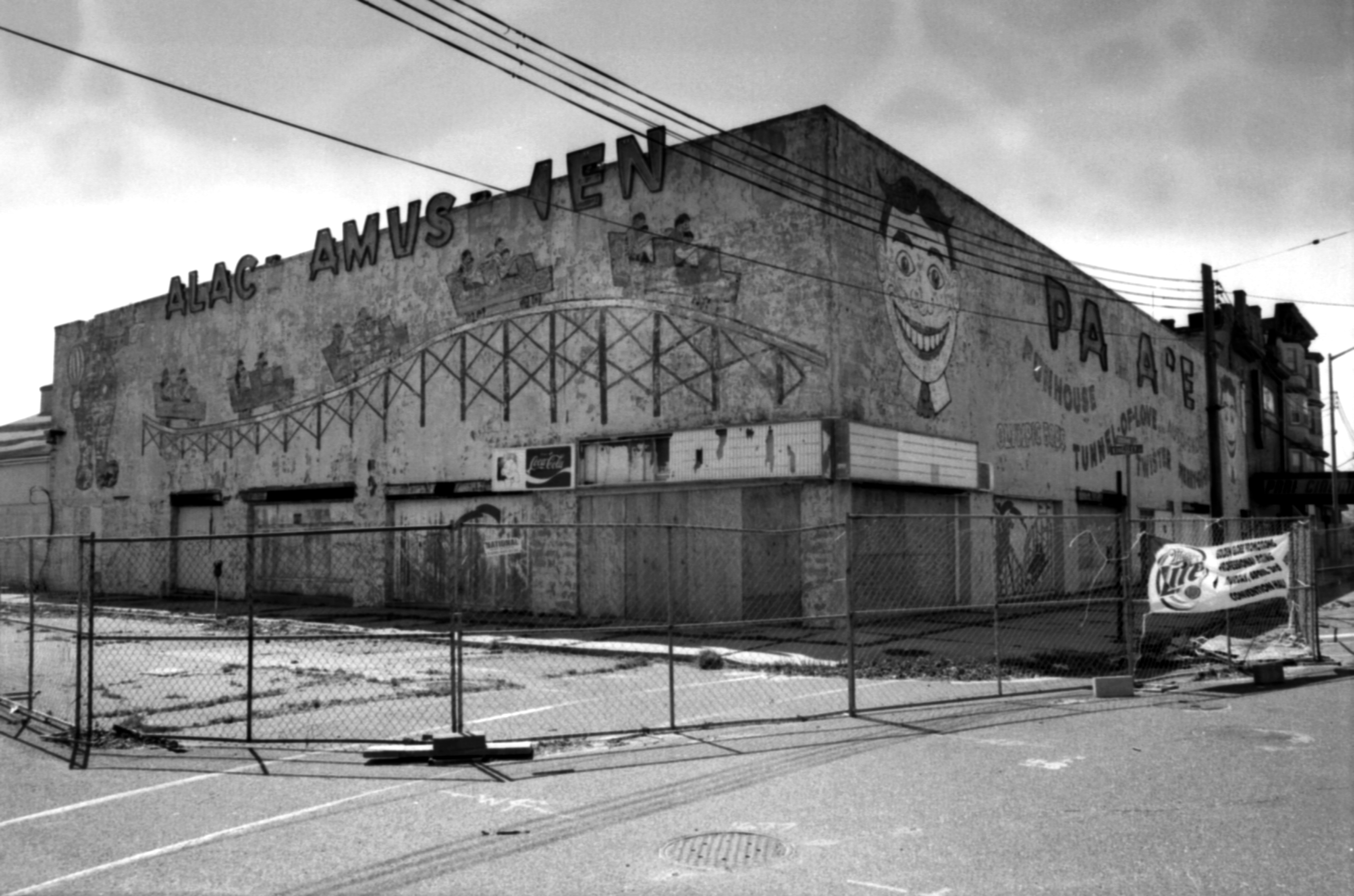
Palace Amusements peu de temps avant sa démolition.

Ce parc est connu pour avoir inspiré une génération d'artistes, de photographes et auteurs-compositeurs (y compris Bruce Springsteen). Ses fresques emblématiques, dont deux visages grimaçants connus sous le nom de Tillie firent du bâtiment de Palace Amusement l'un des plus identifiables sur la côte du New Jersey. Honoré par son ajout le 22 novembre 2000 au National Register of Historic Places, l'endroit fut exploité pendant 100 ans (1888-1988).
Les travaux de démolition de l'ensemble eurent lieu 2004, malgré les manifestations de la National Trust for Historic Preservation, l'Asbury Park Historical Society, la Preservation New Jersey et l'organisation Save Tillie. Avant la démolition, les membres de Save Tillie passèrent cinq jours à récupérer plus de 125 éléments provenant de l'intérieur du palais. Tous les articles ont été donnés à l'Asbury Park Historical Society et la Ville de Asbury Park pour leur sauvegarde.